# Boukoviḱ
Boukoviḱ ou Bukoviḱ (en macédonien Буковиќ, en albanais Bukoviqi) est un village situé à Saraj, une des dix municipalités spéciales qui constituent la ville de Skopje, capitale de la Macédoine du Nord. Le village comptait 1723 habitants en 2002. Il se trouve au sud de l'autoroute qui relie Skopje à Tetovo et de la vallée du Vardar, au pied du massif Yakoupitsa. Il est majoritairement albanais.

## Démographie
Lors du recensement de 2002, le village comptait :
- Albanais : 1 721
- Macédoniens : 1
- Autres : 1